# Karel Leysen
Karel Leysen, né le 4 août 1925 à Farciennes (Hainaut) et mort en 2007 à Valencia (Galice), est un coureur cycliste belge. Professionnel de 1945 à 1953, il obtient 13 victoires. Son frère Jean-Baptiste (1913-1981) a également été coureur professionnel.

## Palmarès
- 1948
  - Tour du Limbourg
  - Bruxelles-Saint-Trond
  - 2e du Grand Prix du 1er mai
- 1951
  - Gullegem Koerse

## Résultats sur les grands tours

### Tour d'Italie
1 participation
- 1948 : abandon